# Kisbajcs
Kisbajcs è un comune di 788 abitanti situato nella contea di Győr-Moson-Sopron, nell'Ungheria nordoccidentale.